# آرکو (کمون)
آرکو (به فرانسوی: Arquèves) یک کمون در فرانسه است که در canton of Acheux-en-Amiénois واقع شده‌است. آرکو ۷٫۶۴ کیلومتر مربع مساحت دارد ۱۵۳ متر بالاتر از سطح دریا واقع شده‌است.